# Betijoque
Betijoque es un pueblo venezolano, capital del Municipio Rafael Rangel del Estado Trujillo. Se encuentra a 565 m s. n. m. y tiene una temperatura promedio anual de 25°C  Desde la época colonial la Iglesia Matriz de Betijoque está dedicada al patronazgo mayor de San Juan Bautista, fiesta que se celebra el 24 de junio de cada año; también posee un patronazgo mariano dedicado a la Virgen de la Candelaria, fiesta litúrgica muy importante que se celebra el 2 de febrero de cada año. También hay que destacar la festividad religioso-folclórica de San Benito de Palermo los días 25 y 26 de diciembre.

## Historia
Sus orígenes se remontan a 1709, cuando una familia de indígenas escuqueíes, liderada por Francisco Espinoza, compró los terrenos que hoy abarcan parte de la población. Fue fundado bajo el nombre de San Juan Bautista de Betijoque. El crecimiento del poblado fue lento; para 1739 contaba apenas con 100 habitantes. Ya en 1777 se realizó un censo que determinó que la población alcanzaba los 500 habitantes.
En 1784, por disposición del Obispo de Mérida y Maracaibo, Fray Juan Ramos de Lora, se decidió crear la Parroquia Eclesiástica de San Juan Bautista de Betijoque, separándola de la jurisdicción eclesiástica de Escuque, aunque seguiría bajo la administración territorial del Cantón de Escuque, en la Provincia de Trujillo. La Parroquia Eclesiástica San Juan Bautista es la institución más antigua de la localidad, y data de 1784.
Posteriormente, el 5 de julio de 1864, fue elevado a Departamento de Betijoque, creando su propio Concejo Municipal y rompiendo todo vínculo administrativo con Escuque.